# Josef Paleček
Josef Paleček (* 5. května 1949 Starý Kolín) je bývalý československý hokejista a později úspěšný hokejový trenér.

## Kariéra
V letech 1958–1967 nastupoval za Tatru Kolín, 1967–1977 Teslu Pardubice, 1977–1978 Duklu Jihlavu, kde také nastoupil základní vojenskou službu, a 1978–1980 opět za Teslu. 1980–1983 hraje 3 sezony za Stadion Hradec Králové, od roku 1981 se stává ještě asistentem trenéra Kobery. Následovalo angažmá v Německu a Rakousku. V roce 1991 nastoupil svoji první trenérskou sezonu pro tým Pardubice. Zde vydržel do roku 2002, kdy následoval přestup pod angažmá týmu Liberce, kde působil do roku 2008. S Libercem 2x vyhrál základní část a vždy s ním postoupil do play off. V letech 2005–2008 byl také reprezentačním asistentem Aloise Hadamczika. V sezoně 2008/2009 působil jako hlavní trenér HC Energie Karlovy Vary, se kterými se stal mistrem republiky. Od sezony 2010/2011 byl opět asistentem reprezentačního kouče Aloise Hadamczika. Od národního týmu odešel v ročníku 2013/2014 kdy se Alois Hadamczik po nevydařeném olympijském turnaji rozhodl rezignovat. V roce 2016 byl uveden do Síně slávy českého hokeje.

## Reprezentace

### Hráč
- 1972 – mistrovství světa
- 1973 – mistrovství světa
- 1974 – mistrovství světa

### Trenér
- 2006 – ZOH 2006
- 2006 – mistrovství světa
- 2007 – mistrovství světa
- 2008 – mistrovství světa
- 2011 – mistrovství světa
- 2012 – mistrovství světa
- 2013 - ZOH 2014